# Mörttjärnen (Arvidsjaurs socken, Lappland, 727375-166337)
Mörttjärnen är en sjö i Arvidsjaurs kommun i Lappland och ingår i Byskeälvens huvudavrinningsområde.